# Roridomyces austrororidus
A Roridomyces austrororidus é uma espécie de fungo agárico da família Mycenaceae. Descrita como nova para a ciência em 1962 pelo micologista americano Rolf Singer, ela é encontrada na América do Sul, Nova Zelândia e Austrália, onde cresce em madeira apodrecida.
Os basidiomas têm várias características distintivas que facilitam a identificação, incluindo estipes espessos, brancos e mucilaginosos, e píleos convexos de cor branca a creme pálido que medem de 1 a 2 cm. As lamelas são brancas, amplamente espaçadas e fixadas de forma adnata a decorrente ao estipe. Os esporos são lisos, elipsoides e medem cerca de 9-15 por 6-9 μm. Os estipes lisos e brancos têm de 4 a 6 cm de comprimento e 0,1 a 0,2 cm de espessura e são cobertos por uma camada espessa de glúten.

## Taxonomia
A espécie foi descrita pela primeira vez como Mycena austrororida pelo micologista Rolf Singer em 1962, com base em espécimes que ele coletou em Masatierra, nas Ilhas Juan Fernandez, no Chile. Karl-Heinz Rexer transferiu-a para o gênero recém circunscrito Roridomyces em sua tese de doutorado de 1994. O nome Mycena veronicae, publicado pela micologista neozelandesa Greta Stevenson em 1964, é um sinônimo de M. austrororida.
É comumente conhecida como "píleo austro gotejante" (austro dripping bonnet). O epíteto específico combina as palavras em latim austro (de australis, "sul") e roridus ("molhado de orvalho").

## Descrição

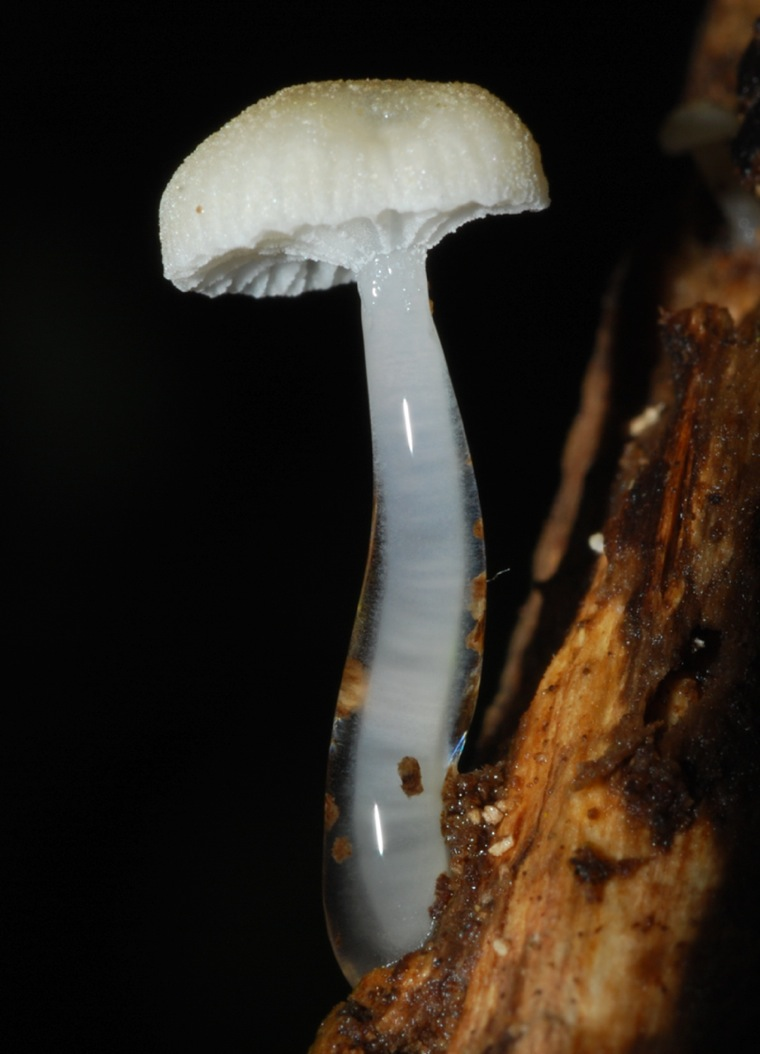
O estipe mucilaginoso é uma característica particular.

O píleo é rasamente convexo a convexo ou irregularmente convexo, com ou sem um umbo raso, medindo até 16 mm de diâmetro e até 5 mm de altura. A margem do píleo é curvada para baixo, as vezes ligeiramente alargada, e as vezes tem estrias radiais translúcidas que marcam as posições das lamelas embaixo. A carne branca, mais espessa no centro do píleo, diminui gradualmente até a margem. As lamelas são amplamente adnatas (fundidas) a decorrentes (correndo ao longo do comprimento do estipe). As bordas das lamelas são lisas e uniformes ou podem ter dentes minúsculos. As lamelas são bem espaçadas, com 16 a 24 lamelas que se estendem totalmente da margem do píleo até o estipe e duas ou três camadas de lamélulas intercaladas (lamelas curtas que não se estendem totalmente da margem do píleo até o estipe). O estipe liso e cilíndrico tem até 27 mm de comprimento e até 2,5 mm de diâmetro na base, estreitando-se em direção ao topo. É oco, sedoso a brilhante e mucilaginoso, geralmente com limo espesso na base. As vezes, há pelos brancos curtos na parte inferior do estipe, embora sua presença seja variável. O cogumelo não tem odor característico.
Os esporos têm formato aproximadamente elipsoidal com uma proporção Q (a fração de comprimento/largura) de 1,6 e dimensões de 9,4 a 15,4 por 6,2 a 9,0 μm. Eles têm um apículo pequeno e oblíquo, não possuem gotículas de óleo e são lisos com paredes finas e hialinos (translúcidos). Os esporos são acianófilos e fortemente amiloides [en], o que significa que se coram com azul de metila e reagente de Melzer, respectivamente. Os basídios (células portadoras de esporos) têm quatro esporos (raramente dois esporos) e formato de taco com esterigmas longos e robustos de até 6,0 μm de comprimento; eles têm fíbulas em suas bases e medem 35,3 a 49,6 por 10,3 a 14,4 μm. A Roridomyces austrororidus tem dois tipos de queilocistídios (cistídios nas bordas das lamelas). Um deles é raro, amplamente em forma de taco e afunila em uma haste estreita; mede 24,1 a 39,5 por 6,8 a 12,7 μm. O outro tipo de queilocistídio é moderadamente densos a abundante e forma uma borda estéril na lamela; com formato cilíndrico, medem 27,5 a 70,4 por 5,4 a 10,4 μm, e muitas vezes têm uma ponta inchada que se divide em dois, raramente três, ramos.

### Espécies semelhantes
A espécie africana Roridomyces mauritianus é semelhante em aparência à R. austrororidus, mas pode ser distinguida pelo píleo marrom e, microscopicamente, por seus esporos menores (medindo 7 a 8 por 3,5 a 4,0 μm) e seus basídios mais curtos (25 a 40 μm) em forma de taco.

## Habitat e distribuição

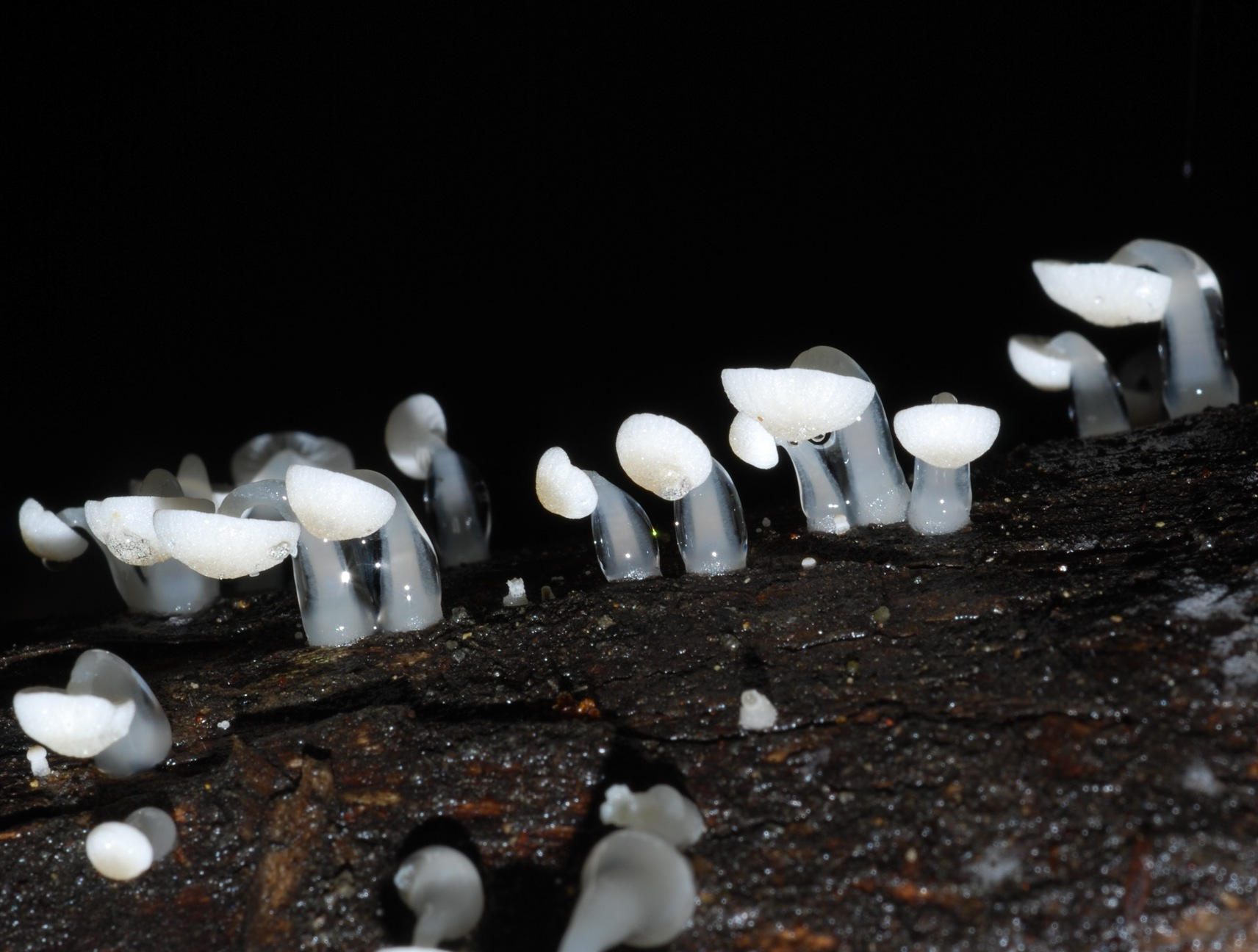
Os cogumelos crescem em madeira em decomposição.

Como todos os membros de seu gênero, a Roridomyces austrororidus cresce como saprófita em madeira apodrecida. Na Austrália, o fungo frutifica em aglomerados ou grupos em árvores de florestas tropicais, troncos em decomposição, galhos de Eucalyptus caídos, troncos e galhos de Bedfordia salicina e troncos de Nothofagus cunninghamii. A frutificação geralmente ocorre após os períodos chuvosos de abril a junho, embora o cogumelo também tenha sido coletado em agosto. Foi relatado que as coleções da Nova Zelândia crescem em Pinus, Leptospermum e Ripogonum. Um estudo sobre a sucessão de fungos em uma floresta úmida de eucalipto na Tasmânia demonstrou que a R. austrororidus prefere florestas maduras (com pelo menos 70 anos de crescimento desde o último incêndio) e frutifica em madeira de pequeno diâmetro - normalmente galhos com largura inferior a 15 mm.
A Roridomyces austrororidus ocorre na Argentina, Chile, Nova Zelândia, e Austrália. Sua distribuição na Austrália inclui Queensland, Nova Gales do Sul, Victoria, Tasmânia e Austrália Ocidental. O micologista australiano Tony Young sugere que a distribuição geográfica do fungo indica que seu ancestral pode ter se originado do antigo continente Gondwana.

## Links externos
- Roridomyces austrororidus em Index Fungorum
- Imagens em Mushroom Observer